# Isidro Fabela (municipi)
Isidro Fabela és un municipi de l'estat de Mèxic. Tlazala de Fabela és el cap de municipi i principal centre de població d'aquesta municipalitat. Aquest municipi és a la part nord-occidental de l'estat de Mèxic. Limita al nord amb els municipis de Jilotepec i Chapa de Mota, al sud amb Jilotzongo, a l'oest amb Otzolotepec i a l'est amb Atizapán de Zaragoza.